# Csanálos
Csanálos (románul Urziceni, korábban Cenaloș, németül Schinal vagy Schönthal) falu és községközpont Romániában, Szatmár megyében. Közúti határátkelőhely Magyarország (Vállaj) felé.

## Nevének eredete
Neve a csalán szó hangátvetéses változatából keletkezett. A 13. században még Vadának hívták. 1712-ben Schinalosch, 1796-ban Cshinal alakban jegyezték föl. A hivatalos úton keletkezett román név a magyar tükörfordítása (urzică 'csalán').

## Fekvése
Nagykárolytól 9 km-re északnyugatra, a magyar határ mellett fekszik, 5 km-re a magyarországi Vállajtól.

## Története
A Leleiek telepítették, akik később a Károlyi családnak engedték át. 1660 előtt lakói elhagyták.
1712 és 1716 között a Károlyiak baden-württembergi svábokat telepítettek be. A szatmári német telepítés első szakaszából ez az egyetlen kolónia maradt meg. 1723-ig újabb betelepülők érkeztek, velük együtt ekkorra 76 sváb gazda lakta, közülük 43 württembergi és 21 badeni származású. 1811-ben családfői közül még 87 telkes gazda, 32 házas, 11 házatlan zsellér és 21 pfründner (eltartott öreg), de a német falvakban bevett majorátus intézménye miatt 1914-re már a családfők ¾-e zsellér és csak ¼-e telkes gazda. A 19. században jelentős volt szőlőművelése és lótenyésztése. Az Ecsedi-láp lecsapolása után sokan települtek be a faluba. 1910-ben tagosították földjeit. A 20. század elején a környék leggazdagabb és legnagyobb presztízsű településének számított.
A csanálosiak nyelvcseréje az 1827 és a 20. század eleje közötti időszakban játszódott le. 1827-ben jegyzik föl először a faluban dívó nyelvként a német mellett a magyar nyelvet is, 1904-ben pedig a katolikus iskola kizárólagosan magyar tannyelvűvé vált. Az első magyar származású plébános 1830-tól, az első magyar tanító 1890-től működött a faluban. 1921-ben egyetlen lakója sem szavazott a német tannyelv bevezetése mellett, 1934-ben pedig az állam megszüntette a római katolikus iskolát, mivel az nem indított párhuzamos német osztályt. 1945-ben 247 lakosát mégis mint németeket hurcolták a Szovjetunióba, 25-öt pedig Földvárra.
Az 1950-es években vált ki belőle Csanáloserdő (Nagyerdő, Csanálosnagyerdő, Urziceni-Pădure). 2003-ban Medgyessy Péter és Adrian Năstase miniszterelnökök közösen nyitották meg a határátkelőhelyet.

## Lakossága
1900-ban 1439 lakosából 1272 volt magyar és 165 német anyanyelvű; 1362 római katolikus, 54 görögkatolikus és 23 református vallású.

2002-ben 1296 lakosából 875 magyar, 335 német és 84 román nemzetiségű; 1175 római katolikus és 57 ortodox vallású. A hozzátartozó Csanáloserdőt 213-an lakták (152 magyar és 57 román).

## Látnivalók
- Római katolikus temploma 1751-ből való. Az 1861-es tűzvész után újraépítették, tornya 1877-ben épült.
- A szőlőben található Nepomuki Szent János-kápolna 1772-ben épült.

## Híres emberek
- Itt született 1931-ben Tempfli József nagyváradi római katolikus megyés püspök.